# Incidente del 28 de febrero de 1947 en Taiwán

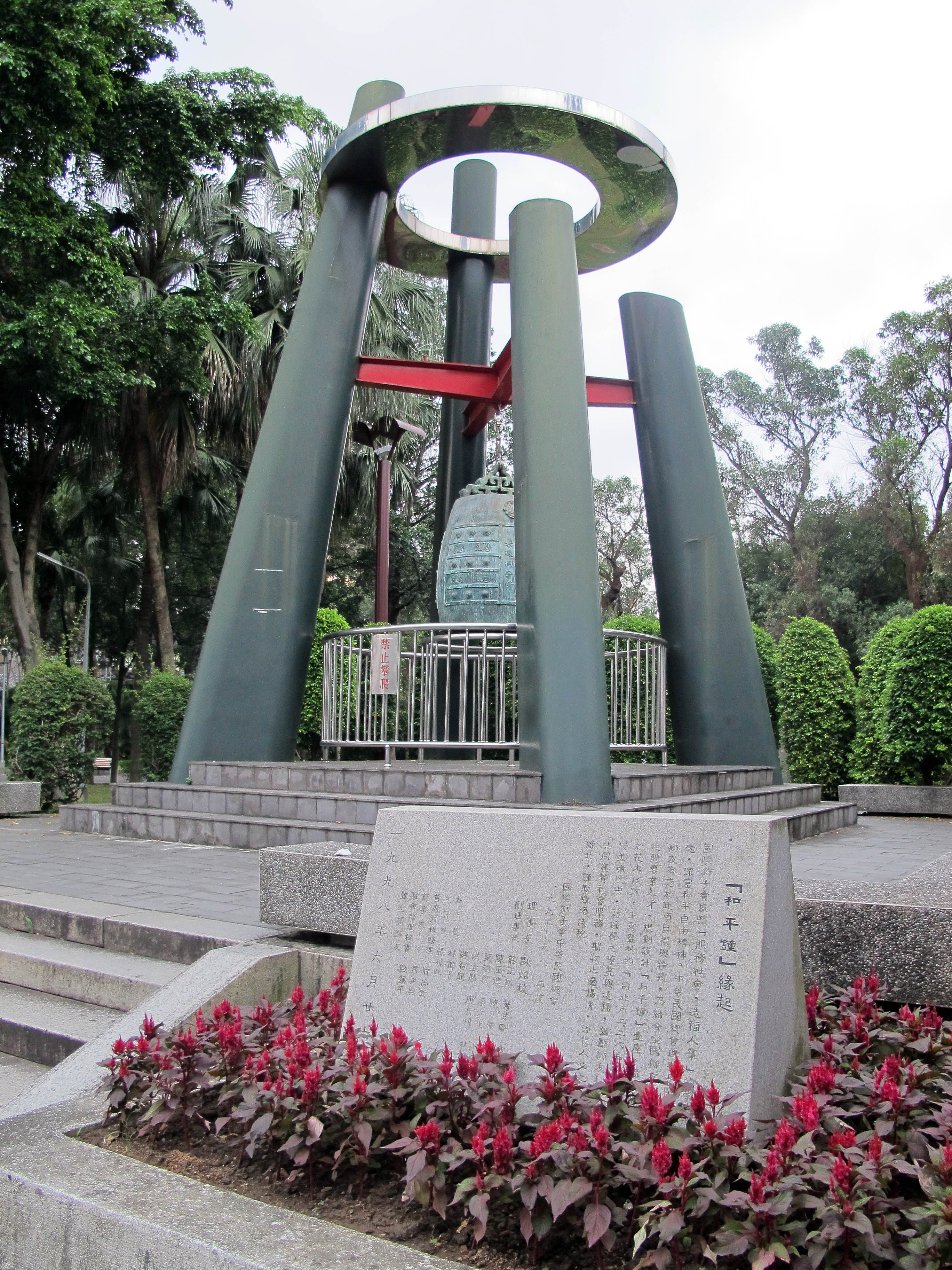
La campana que se hace sonar cada 28 de febrero en el Parque de la Paz, Taipéi.

El Incidente del 28 de febrero (en chino, 二二八事件; pinyin, èr èr bā shì jiàn) o la Masacre del 28 de febrero fue un levantamiento en Taiwán que se inició el 28 de febrero de 1947 y fue brutalmente reprimido por el gobierno chino del Kuomintang, resultando en la muerte de unos 30 000 civiles.
Actualmente en esta fecha se conmemora en Taiwán el Día de la Paz. Hasta hace pocos años, el incidente era excluido de los textos oficiales de enseñanza, y actualmente aún existe controversia y se debate frecuentemente sobre los detalles y las consecuencias de lo que ocurrió.
En 1945 termina la II Guerra Mundial, y con ella 50 años de gobierno japonés. En octubre de ese año, Naciones Unidas entrega el control administrativo de Taiwán a la República de China, entonces gobernada por el Kuomintang (el partido nacionalista de Chiang Kai-Shek). En el momento de los sucesos había grandes tensiones entre los taiwaneses y los chinos continentales, debido al alto nivel de corrupción y de opresión hacia la población local por parte de las nuevas autoridades. El punto culminante de estas tensiones llegó el 27 de febrero de 1947 en Taipéi por una disputa entre una vendedora de cigarrillos y un oficial de aduanas, lo que desencadenó una ola de desórdenes en las calles e inició un levantamiento que duró varios días, hasta ser brutalmente reprimido por el ejército de la República de China.
La mención de este conflicto fue tabú oficialmente durante décadas. En el aniversario del evento en 1995, el presidente Lee Teng-hui abordó el tema públicamente, por primera vez para un jefe de Estado taiwanés. El evento es ahora abiertamente discutido y conmemorado como el Día de la Paz (en chino tradicional, 和平紀念日; en chino simplificado, 和平纪念日; pinyin, Heping jìniànrì) y los detalles de lo que ocurrió se han convertido en objeto de investigación. Cada 28 de febrero, el presidente y altos funcionarios de la República de China se reúnen con familiares de las víctimas y se hace sonar una campana en su memoria. El presidente se inclina ante los familiares de las víctimas del 2-28 y da a cada uno un certificado en el que se declara oficialmente a la familia inocente de cualquier delito. Monumentos y parques a las víctimas del 2-28 se han erigido en varias ciudades de Taiwán, como Kaohsiung y Taipéi.

## Antecedentes

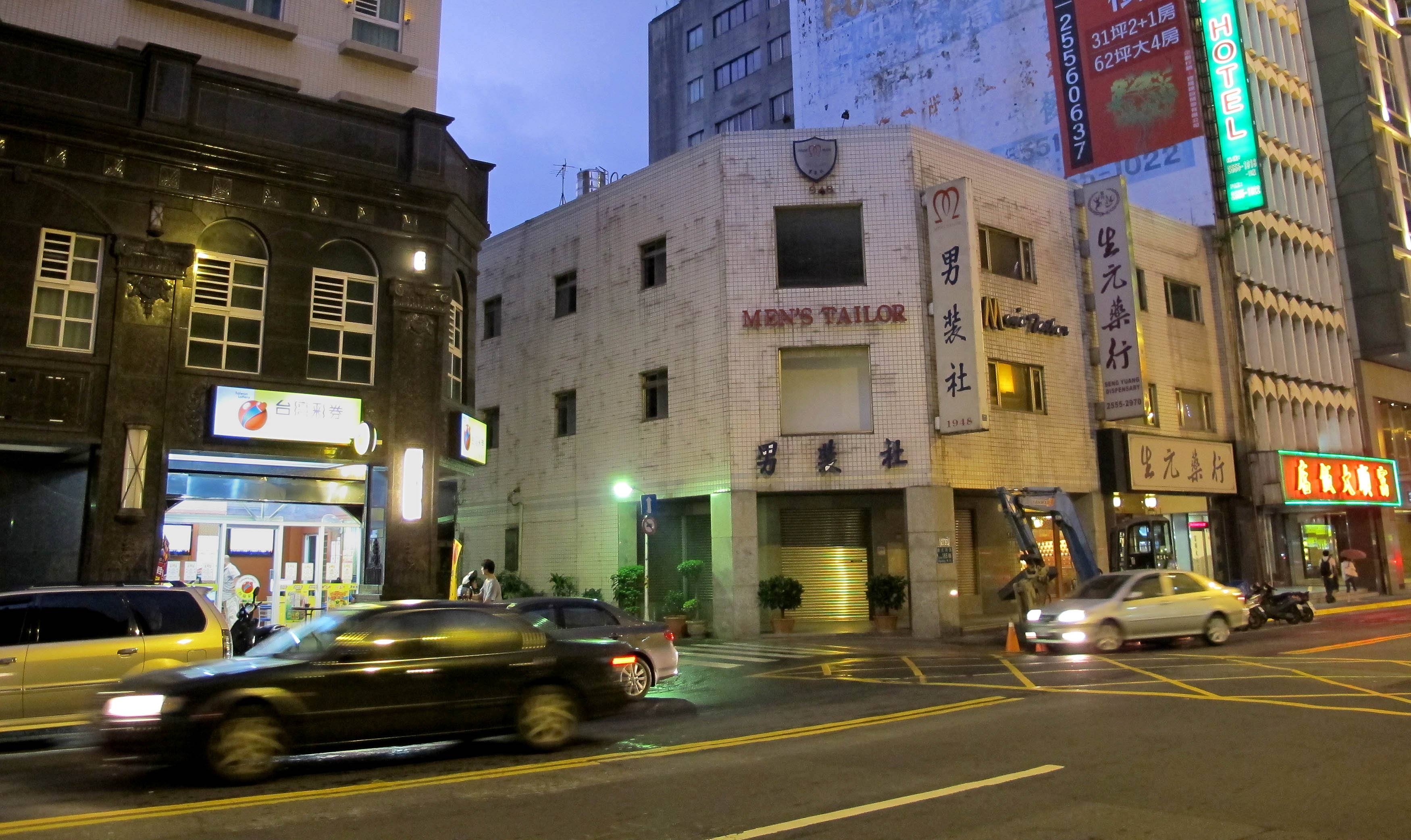
El lugar donde se inició el incidente, entre Nanjing West Road y Yanping North Road -imagen de 2012-

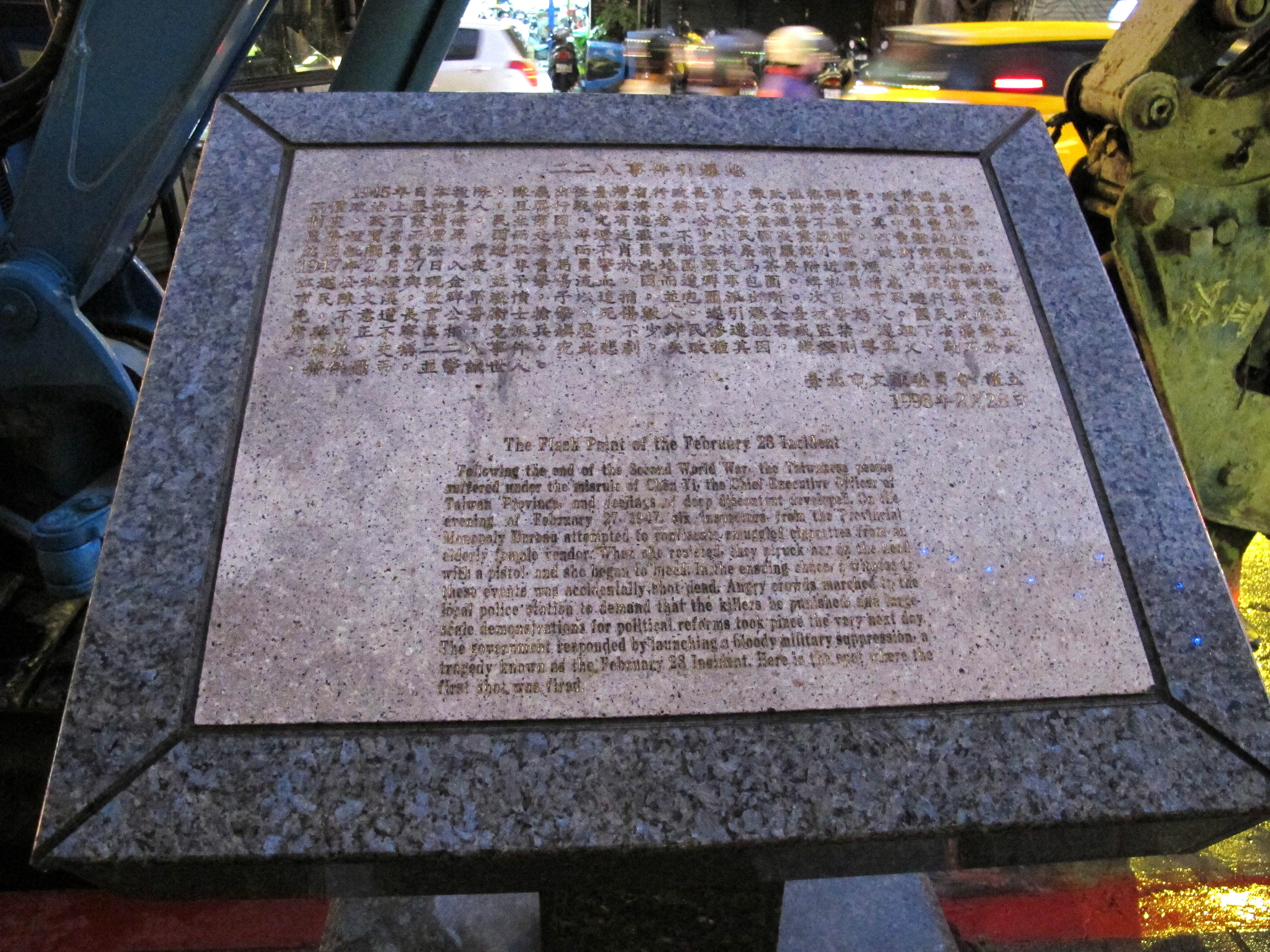
Placa conmemorativa, Nanjing West Road

Tras perder la Primera Guerra Sino-japonesa (1894-1895), el Imperio Qing cedió a perpetuidad Taiwán y Penghu a Japón. La resistencia armada contra los nuevos administradores fue en gran parte ahogada ya en la década de 1920 y, a partir de entonces, la percepción en Taiwán de las normas japonesas se vuelve significativamente más favorable que en otras partes de Asia oriental, en parte debido a que durante sus 50 años (1895-1945) de régimen colonial, Japón desarrolló la economía de la isla y elevó el nivel de vida de la mayoría de los taiwaneses, con la disposición estratégica de Taiwán como base de abastecimiento para las principales islas de Japón. Más tarde, los taiwaneses comienzan a adoptar nombres japoneses y a practicar el sintoísmo, mientras en las escuelas se inculcaba a los estudiantes el "espíritu japonés". Cuando llega la Segunda Guerra Mundial, muchos taiwaneses dominaban los dos idiomas, taiwanés y japonés, si bien mantenían su identidad única.
Con la derrota de Japón y el fin de la Segunda Guerra Mundial, Taiwán fue puesto provisionalmente bajo el control administrativo de la República de China, en un intento de lograr cierta estabilidad hasta que se firmase un acuerdo permanente. Chen Yi, el designado gobernador general chino para Taiwán, llegó el 24 de octubre de 1945 y fue recibido por el último gobernador japonés, Ando Rikichi, quien firmó el documento de "traspaso" al día siguiente. Éste resultó ser jurídicamente controvertido, ya que Japón no renunciaría oficialmente a Taiwán hasta el tratado de San Francisco en 1952, que además no menciona qué nación sería desde entonces soberana en la isla, cuestiones que algunos partidarios de la independencia usaron para justificar la libre determinación, de acuerdo con el artículo 77B de la Carta de Naciones Unidas, que considera fideicomisos "los territorios que puedan ser segregados de estados enemigos como resultado de la Segunda Guerra Mundial".  
Aunque al principio fue bien recibida, pronto la administración china provocó el descontento entre los taiwaneses, debido a la inestabilidad económica derivada de la guerra civil china. Como Gobernador General, Chen Yi asumió y amplió el sistema japonés de monopolios estatales del tabaco, azúcar, alcanfor, té, papel, productos químicos, refino de petróleo y cemento. Se confiscaron cerca de 500 fábricas y minas de propiedad japonesa, y miles de viviendas particulares. La mala gestión económica llevó a un gran mercado negro, inflación galopante y escasez de alimentos. Muchos productos fueron confiscados y enviados a China, donde eran vendidos con los precios inflados, provocando la escasez general de productos en Taiwán. En primavera de 1946 el precio del arroz se había multiplicado por cien respecto al valor que tenía al llegar el gobierno chino, y era cuatrocientas veces mayor en enero de 1947. Especuladores de China dominaban la industria y las oficinas políticas y judiciales, desplazando a los taiwaneses que habían sido empleados anteriormente, y gran parte de las tropas de China se entregaba al saqueo y el robo, contribuyendo a la degradación general de las infraestructuras y los servicios públicos.
Muchos miembros de la administración china llegaban a Taiwán con el recuerdo reciente de las atrocidades japonesas cometidas en China durante la segunda guerra sino-japonesa (1937-1945), y su sentimiento antijaponés les llevaba a ver a los taiwaneses, que habían sido criados y educados bajo el sistema japonés, como traidores o políticamente poco fiables. Al mismo tiempo, muchos taiwaneses habían prosperado con el imperio japonés y consideraban su influencia favorable, algunos incluso habían combatido contra China en la guerra, alistados en el ejército imperial. La élite taiwanesa había logrado cierto grado de autonomía bajo el dominio japonés y esperaban el mismo trato del gobierno chino entrante. Sin embargo, los nacionalistas chinos optaron por una política diferente, centralizando los poderes del gobierno y reduciendo la autoridad local. Los esfuerzos del KMT en este sentido eran debidos a la desagradable experiencia de la Era de los Señores de la Guerra cuando distintas camarillas militares habían desgarrado el país hasta dividirlo. 
Así, esta rivalidad latente y los diferentes objetivos de chinos y taiwaneses, junto con los malentendidos culturales, la hostilidad racial y la corrupción gubernamental, sirvieron para inflamar aún más las tensiones en ambos lados.

## Levantamiento y represión

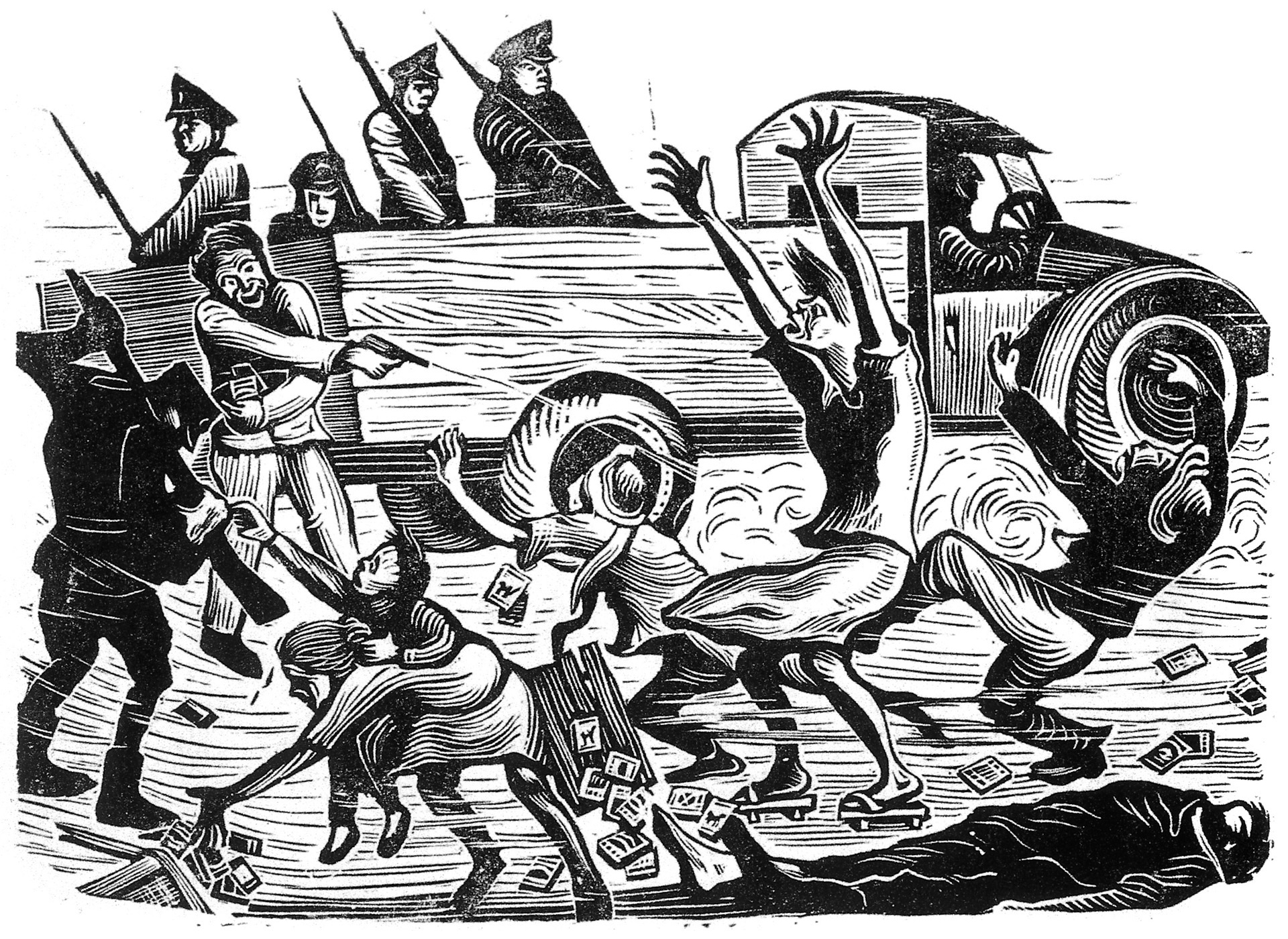
Grabado sobre madera de Jun Li (1916-1952): militares y policías chinos asesinando a vendedores ambulantes

En la noche del 27 de febrero de 1947, agentes chinos de la Oficina del Monopolio del Tabaco en Taipéi fueron a un barrio en la actual calle Nanjing West Road, donde confiscaron cigarrillos de contrabando a una viuda de 40 años llamada Lin Jiang-mai. Junto con el tabaco, los agentes chinos se llevaron los ahorros de toda su vida y cuando ella les rogaba detenerse, uno de los agentes golpeó a la mujer en la cabeza con una pistola, lo que llevó a la multitud de taiwaneses que les rodeaba a perseguir a los agentes chinos. Estos dispararon sus armas, matando a un transeúnte llamado Chen Wen-xi. El estado de ánimo de la multitud, que ya albergaba un profundo sentimiento de frustración por la dominación del Kuomintang, llegó a un punto límite. Se produjeron protestas ante la policía y los agentes de Aduanas, pero no hubo respuesta.
La violencia estalló la mañana siguiente, el 28 de febrero. Las fuerzas de seguridad en la oficina del Gobernador General dispararon contra los manifestantes desarmados que pedían el arresto y juicio de los agentes involucrados en el tiroteo del día anterior, con el resultado de varias muertes. Los taiwaneses intentan tomar el control de la ciudad y desde las emisoras de radio se llama a la población a protestar, pero el 4 de marzo el ejército chino se hace cargo de la administración y declara la ley marcial, con la orden de detener o disparar a toda persona que viole el toque de queda.
Durante varias semanas después del 28 de febrero, los taiwaneses habían llegado a controlar gran parte del país. Aunque el levantamiento inicial fue espontáneo y pacífico, después de unos días los taiwaneses se habían coordinado y el orden público fue confiado a las fuerzas policiales locales, temporalmente organizadas por estudiantes de secundaria. Pronto se formó un Comité de Compensación que presentó al Gobierno una lista de 32 demandas de reformas en la administración provincial. Exigían, entre otras cosas, una mayor autonomía, elecciones libres, la rendición del Ejército de la República China al Comité, y el fin de la corrupción gubernamental. Las motivaciones entre los diversos grupos formosanos eran muy variadas: algunos exigían una mayor autonomía dentro de la República de China, mientras que otros querían la tutela de la ONU o la independencia plena. La posesión china de Taiwán aún no había sido declarada oficialmente por ningún tratado internacional, y los taiwaneses exigieron también representación en las próximas negociaciones de paz con Japón, con la esperanza de asegurar un plebiscito para decidir el futuro político de la isla. Un subgrupo más pequeño, que incluía a los que más tarde formaron la milicia conocida como "Brigada 27" (二七 部队) con armas robadas en las bases militares de Taichung, estaban motivados por la ideología comunista. El Comité de Compensación finalmente optó por solicitar una mayor autonomía, sin llegar a la independencia.
Fingiendo la negociación, el gobernador chino Chen Yi gana el tiempo necesario para el montaje de una gran fuerza militar en la provincia de Fujian, en China continental. A su llegada el 8 de marzo, las tropas chinas inician la ofensiva.
Según el New York Times del 29 de marzo de 1947: "Un americano que acababa de llegar de China dijo que los soldados se entregaron durante tres días a la matanza indiscriminada y el saqueo. Disparaban a todo el que veían en las calles, las casas fueron allanadas y sus ocupantes asesinados. En lugares aislados de la ciudad, como el circuito de carreras o el Jardín Botánico, se escuchaban disparos de ejecución y las calles se sembraron de muertos".
A finales de marzo, Chen había encarcelado o matado a todos los principales organizadores que pudo identificar y atrapar. Sus tropas informaron de la ejecución (según una delegación taiwanesa en Nanjing) de entre 3.000 y 4.000 personas en toda la isla. Chen Yi declaraba, citado por la revista TIME el 7 de abril de 1947: "Llevó 51 años a los japoneses dominar la isla. Espero que en unos cinco años se pueda volver a educar a la gente para que sea más feliz con la administración china. »
Algunos asesinatos fueron al azar, mientras que otros fueron sistemáticos: las élites taiwanesas se encontraban entre los objetivos, y muchos de los que habían formado grupos de autogobierno durante la dominación japonesa fueron también víctimas del Incidente 228. Una enorme cantidad de las víctimas fueron jóvenes estudiantes, ya que muchos habían servido en el ejército japonés y se habían ofrecido voluntarios en las fuerzas de policía temporales que fueron organizadas por la Comisión y los ayuntamientos locales para mantener el orden público tras la rebelión inicial. Muchos civiles chinos que huyeron a Taiwán para evitar la guerra civil fueron golpeados o asesinados por turbas de taiwaneses. Varias fuentes han afirmado que las tropas de la República de China arrestaban y ejecutaban a cualquier persona con uniforme de estudiante. 
La purga inicial se completó después durante años, con la represión bajo el régimen de partido único en lo que se denominó "Terror Blanco", que duró hasta el final de la ley marcial en 1987. Miles de personas fueron encarceladas o ejecutadas por su disidencia real o aparente, generando en Taiwán un profundo resentimiento hacia lo que se denomina el régimen nacionalista chino, y por extensión, hacia todos los chinos.

## Legado

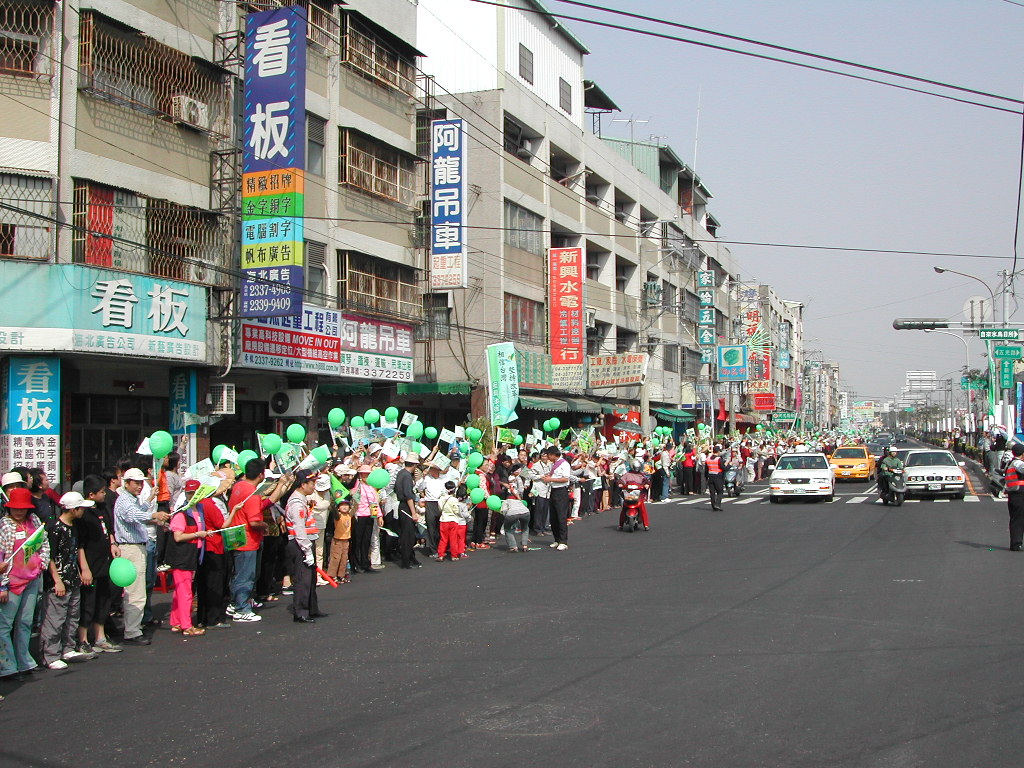
Marcha de manos unidas en 2004 para conmemorar el Incidente 228

Desde el levantamiento de la ley marcial, el gobierno ha creado un fondo de reparación civil, respaldado por donaciones públicas para las víctimas y sus familias. Sin embargo, sólo unos pocos cientos se han presentado para reclamar el dinero aunque el plazo se ha prorrogado varias veces. Esto puede atribuirse al hecho de que el incidente se ha mantenido como un tabú en Taiwán hasta el levantamiento de la ley marcial, y muchos descendientes siguen sin ser conscientes de que los miembros de su familia fueron víctimas.
Durante décadas, el gobierno del KMT prohibió la discusión pública de la masacre 228, y muchos niños crecieron sin saber de estos hechos. En la década de 1970 (aún bajo un gobierno controlado por KMT) ciudadanos formaron grupos como Justicia 228 o Movimiento por la Paz, para pedir un cambio en esta política. En 1992, el Yuan Ejecutivo aprobó un "Informe de Investigación del Incidente 28 de febrero", y en 1995 el entonces presidente de Taiwán (y presidente del KMT) Lee Teng-hui, que había participado en la revuelta -antes de pertenecer al KMT-, se disculpó formalmente en nombre del gobierno y declaró el 28 de febrero como fiesta nacional para conmemorar a las víctimas. Entre otros monumentos erigidos, el Taipei New Park pasó a denominarse Memorial Park 228, y se creó la Fundación Memoria del Incidente 228, para compensar a las víctimas y sus familias. Desde entonces se ha exigido al gobierno desclasificar documentos para juzgar a los militares responsables del incidente que continúen vivos, pero el gobierno no se ha pronunciado nunca sobre esta petición.
Antes del incidente 228, muchos taiwaneses deseaban una mayor autonomía de China, pero no necesariamente la independencia. Sin embargo, el fracaso del diálogo tras las protestas, la masacre y el consiguiente sentimiento de traición hacia el gobierno y hacia China en general, catalizaron el movimiento de independencia de Taiwán y, posteriormente, la campaña de "rectificación" o "taiwanización" que promovía el distanciamiento respecto a la cultura china.
Desde 1949, con la llegada a Taiwán de los nacionalistas chinos del Kuomintang de Chang Kai-shek (derrotados en la Guerra Civil por los comunistas de Mao Zedong) y hasta el final de la ley marcial que promulgaron, se estableció una especie de "red social" con numerosas normas de discriminación que garantizaban una mejor condición social de los que se consideraban "miembros familiares". Subsidios financieros, injustas reglas de detección en las escuelas y la preponderancia china en los departamentos gubernamentales, profundizaron aún más la brecha. Estos mecanismos, junto con el dominio del KMT en asuntos militares, académicos y de gobierno, ha ido silenciosa pero firmemente construyendo una invisible "segregación", que sigue alimentando la rivalidad latente en la isla.
El 27 de febrero de 1980, el activista prodemocracia y anti-KMT Lin Yi-hsiung fue detenido y golpeado severamente por la policía. Su esposa pudo verlo en prisión y contactó con Amnistía Internacional de Osaka, Japón. Al día siguiente (28 de febrero) la madre de Lin y dos hijas mellizas de 7 años fueron apuñaladas hasta la muerte. La hija mayor de Lin fue herida de gravedad, aunque sobrevivió. Las autoridades afirmaron no saber nada del suceso, a pesar de que la casa estaba bajo vigilancia policial 24 horas.
El 28 de febrero de 2004, muchos miles de taiwaneses participaron con sus manos unidas en la Marcha 228, formando una cadena humana de 500 kilómetros desde el norte de la isla de Taiwán, en Keelung, hasta el extremo sur, para conmemorar el Incidente 228, para pedir la paz, y para protestar por el despliegue por parte de la República Popular China de misiles apuntando a Taiwán. El evento fue organizado por la Coalición Pan-Verde y se calcula que participaron más de dos millones de personas.
Algunos funcionarios afiliados a la Coalición Pan-Azul han tratado de suprimir el debate sobre el Incidente 228 y posterior Terror Blanco, para evitar estigmatizar con un "discurso del odio" a todos los chinos que vinieron con Chiang Kai-shek. Para la coalición Pan-Verde esta actitud es un intento de volver a imponer el viejo tabú sobre el tema. Otros funcionarios de la Pan-Azul fomentan la discusión abierta de la cuestión, señalando que fue un presidente del KMT (Lee Teng-hui) quien se disculpó en nombre del gobierno y declaró el 2-28 fiesta conmemorativa. El tema sigue generando controversia y es fuente de cierta hostilidad racial entre los dos grupos étnicos dominantes en Taiwán.

## Incidente del 28 de febrero en el arte
Diversos artistas de Taiwán han abordado el incidente 228 desde que la censura terminó a principios de 1990. Ha sido también tema para la música de Fan-Long Ko y Hsiao Tyzen, y de cierto número de obras literarias. El director de cine Hou Hsiao-hsien realizó en 1989 "Ciudad de Tristeza" Ciudad doliente, la primera película relacionada con los hechos, que ganó el León de Oro en el Festival de Venecia 1989.
En 2010 se estrena la película de Hollywood titulada "Formosa Traicionada", basada en la novela del mismo título escrita por el estadounidense George H. Kerr, ambientada en la época de los asesinatos políticos que siguieron a la masacre y el período del Terror Blanco.